# Hisham II
Abu l - Walid Hisham ibn al-Hakam (in het Arabisch: أبو الوليد هشام بن الحكم), beter bekend als Hisham II of Hixem II, was de derde kalief van het kalifaat Córdoba. Hij leefde van 11 juni 965 tot 18 mei 1013 en was kalief van 8 oktober 976 tot 15 februari 1009 alsmede van 23 juli 1010 tot 11 mei 1013.
In de periode tot 15 februari 1009 werd de feitelijke macht in het kalifaat uitgeoefend door vizier Almanzor en - na diens dood - door zijn zonen Abd al-Malik al Muzaffar en Abd al-Rahman Sanchueleo. De opstand van 15 februari 1009 tegen deze laatste leidde tot een burgeroorlog (Fitna de al-Ándulus) die uiteindelijk zou leiden tot het einde van het kalifaat in 1031. In de jaren 1009 - 1010 streden de kaliefen Mohammed II al-Mahdi en Sulayman ibn al-Hakam om de macht, waarna Hisham II in de jaren 1010 - 1013 opnieuw als kalief naar voren trad.
Hisham II volgde zijn vader Al-Hakam II in 976 op 11-jarige leeftijd als kalief op. Daar hij nog minderjarig was werd een raad van regenten gevormd bestaande uit zijn moeder Subh, vizier Yafar al-Mushaffi en Almanzor. Deze laatste zorgde ervoor dat de jonge kalief in het paleis Medina Azahara, waarin hij werd opgesloten, zijn tijd kon besteden aan het bevredigen van zijn pleziertjes. Almanzor zelf wist zich in 978 op te werken tot vizier en werd al snel de feitelijke machthebber in het kalifaat. Na zijn dood in 1002 werd hij opgevolgd door zijn zoon Abd al-Malik al Muzaffar. Deze werd in oktober 1008 - na naar zeggen door hem te zijn vergiftigd  - opgevolgd  door zijn halfbroer Abd al-Rahman Sanchueleo. Wat zijn vader en halfbroer niet hadden aangedurfd deed Sanchueleo wel: hij dwong Hisham II (in november 1008) hem tot zijn opvolger te benoemen als nieuwe kalief. Dat maakte de toch al slechte verhouding met de aanhangers van de Omajjaden er niet beter op. Toen Sanchueleo begin 1009 optrok in een veldtocht tegen koning Alfons V van León maakte Mohammed II al-Mahdi (een achterkleinzoon van Abd al Rahman III) van de gelegenheid gebruik om op 15 februari 1009 een opstand te beginnen. Hij onttroonde Hisham II, riep zich uit tot nieuwe kalief en liet de door Almanzor gestichte residentie Medina Azahara vernietigen. Toen Sanchueleo van de opstand hoorde keerde hij terug naar Córdoba, maar daar werd hij gevangen genomen en ter dood gebracht.
Met de komst van Mohammed II al-Mahdi als vierde kalief brak een periode van grote onrust en burgeroorlog aan (Fitna de al-Ándalus). Deze burgeroorlog luidde het begin in van het uiteenvallen van het kalifaat. Mohammed II al-Mahdi bezette de kaliefstroon in twee perioden. De eerste periode begon met de genoemde opstand van februari 1009 en eindigde eind oktober van datzelfde jaar toen Berbertroepen zijn neef Sulayman ibn al-Hakam aan de macht brachten en deze als vijfde kalief installeerden (8 november 1009 - 2 juni 1010). Mohammed II al-Mahdi 's tweede periode als kalief begon in mei 1010 toen Slavische troepen onder commando van generaal al-Wahdid hem opnieuw aan de macht brachten. In opdracht van diezelfde generaal werd Mohammed II al-Mahdi echter al op 23 juli 1010 vermoord en trad Hisham II opnieuw als kalief naar voren. Hisham II stond nu echter onder de overheersende invloed van generaal al-Wahdid die het niet lukte de Berbertroepen die Sulayman ibn al-Hakam trouw waren gebleven onder controle te krijgen. Toen het deze Berbertroepen in 1013 weer lukte Córdoba te veroveren volgden opnieuw zware plunderingen en vernielingen. Naar verluidt is Hisham II op 18 mei 1013 door de Berbers gedood. 
Na Hisham II kwam Sulayman ibn al-Hakam weer als kalief aan de macht (11 mei 1013 - 1 juni 1016), waarna het kalifaat werd overgenomen door de Hammudiden met Ali Ben Hamud al-Násir als zesde kalief (1016-1018). Met kalief Abd al-Rahman V (1023-1024) keerden de Omajjaden terug. Ten slotte viel het kalifaat met de dood van de 12e kalief Hisham III in 1031 uiteen in 27 kleine koninkrijken (taifa's). 